# Giovanni Andrea Magliuolo
Giovanni Andrea Magliuolo (fl. XVI-XVII secolo) è stato un pittore italiano, attivo principalmente a Napoli tra il 1580 e il 1603.

## Biografia
Collaborò alla decorazione della chiesa di Santa Maria Donnaromita. Fu contemporaneo di Teodoro d'Errico, Cristiano de Noja e Giovanni Vincenzo Forli.